# (2065) Spicer
(2065) Spicer (1959 RN) ist ein Asteroid des Hauptgürtels, der am 9. September 1959 am Goethe-Link-Observatorium im Rahmen des Indiana Asteroid Programs entdeckt wurde.

## Benennung
Der Asteroid wurde nach dem Edward H. Spicer (1906–1983), einem Professor der Anthropologie an der University of Arizona und einem ehemaligen Präsident der American Anthropologica Association, benannt. Seine Mithilfe war entscheidend für den Erfolg der Verhandlungen für die Gründung des Kitt-Peak-Nationalobservatoriums zwischen dem Schuk Toak District Council und dem Rat der Ureinwohner der Tohono O’Odham (Papago Tribal Council). Die Benennung wurde vom US-amerikanischen Astronomen Frank K. Edmondson (1912–2008) vorgeschlagen.